# مالسيسيني

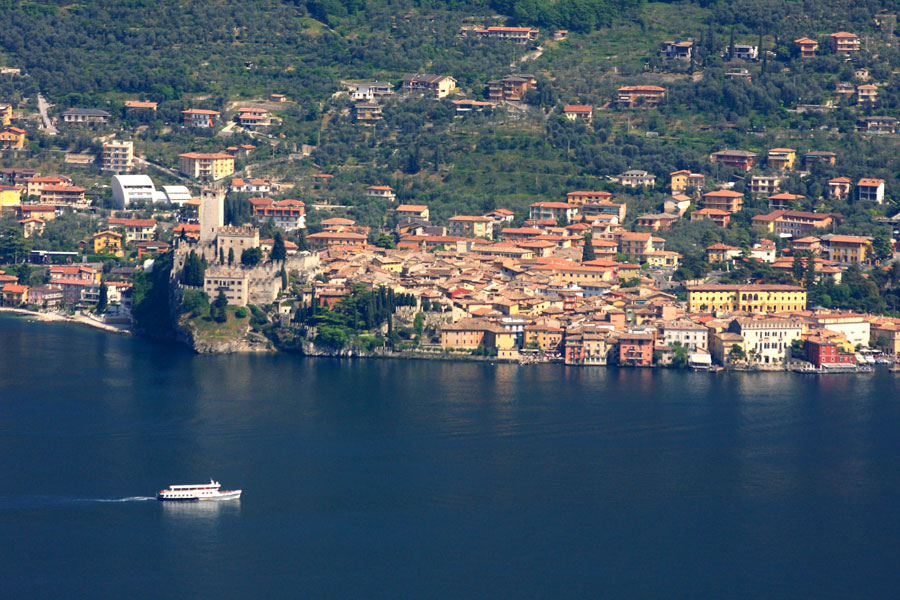
مالسيسيني كما تظهر من مدينة "تريموسيني".

مالسيسيني Malcesine هي مدينة سياحية إيطالية تقع على الشاطيء الشرقي لبحيرة غاردا. يقطنها نحو 23.000 من السكان ويزورها نحو 8000 زائر يوميا.
توصف مالسيسيني أحيانا بأنها «لؤلؤة بحيرة غاردا». ولكن هذا الوصف ينطبق أيضا على مدن صغيرة سياحية مجاورة مثل ليموني سول غاردا وريفا دل غاردا. تكثر السياحة في منطقة بحيرة غاردا وعلى الأخص في مكقة مالسيسيني وليموني وغاردا.
تكثر الرياضة المائية في بلدان مالسيسيني وريفا دل غاردا وتوربولي وعلى الأخص رياضة الانزلاق الشراعي ورياضة سباق القوارب الشراعية، حيث تتميز تلك المنطقة الشمالية من بحيرة غاردا بوجود رياح مناسبة لتلك الرياضة.
يربط بين مالسيسيني والمدينة العالية «تراتوسبينو» خط مصعد مائل، وتقع تراتوسبينو على جبال «منتي بالدو» على ارتفاع 1760 متر.
يربط بين مالسيسيني والمدن جنوبها: غاردا ولزيسي وبيسكيرا دل غاردا وسيرميوني خط حافلات النقل العام بأسعار زهيدة. كما يمكن الانتقال بين مالسيسيني والمدن الأخرى على بحيرة غاردا بمعديات كبيرة يمكنها نقل السيارات أيضا، ومعديات صغيرة سريعة.

## السكان
في سنة 1871 بلغ عدد السكان 2٬139 نسمة، وتطور العدد ليصل في سنة 2011 لـ 3٬685 نسمة.

منظر لبحيرة غاردا من مونتي بالدو، مروراً بتلفريك مالسيسيني

يظهر هذا المخطط البياني تطور النمو السكاني لـ مالسيسيني

## تاريخها
تقع مدينة مالسيسيني القديمة حول قلعة على ربوة عالية. ويرجع تشييد القلعة إلى عام 568 ب.م أيام حكم اللومبارديين. ثم جاء اللإفرنجة (فرنسيين وألمان) وهدموا القلعة، ثم اعتلى الحكم السكاليغر
الإيطاليين في القرن 13، فأعادوا بناء القلعة وألحقوا بها قصرا.
أنشيء في هذا العهد أيضا الميناء الخلفي الصغير Porto Posterno وهي يستخدم الآن كمصيف سياحي «سبياغيتا».
كما يوجد تحت القصر في نهاية طريق Via Posterna مبنى كان يستخدمه حراس القلعة من جهة الشاطيء في الماضي، وتسكن فيه الآن احدي العائلات.
حكمت جمهورية البندقية تلك المنطقة منذ القرن 15 إلى أن احتلها نابوليون بونابرت في عام 1979 وانهى حكم البندقية لها.

## المعالم السياحية

### كاستيلو سكاليجيرو
كاستيلو سكاليغيري أو «قلعة الإسكاليغر» هي من معالم المدينة القديمة ذات أزقة ضيقة. وتقع القلعة على ربوة بالقرب من الشاطيء بحيرة غاردا مباشرة، ويمكن مشاهدة المدينة من البرج، وكذلك رؤية مدينة ليموني سول غاردا على الشاطيء الغربي للبحيرة. شيد السكاليغر تلك القلعة بعد انتزاع المنطقة من حكام البندقية الذين كانوا قد شيدوا موقع عسكري هنا في عام 1620، يسمى الآن „Palazzo Inferiore“ .

### بالاتزو دي كابيتاني

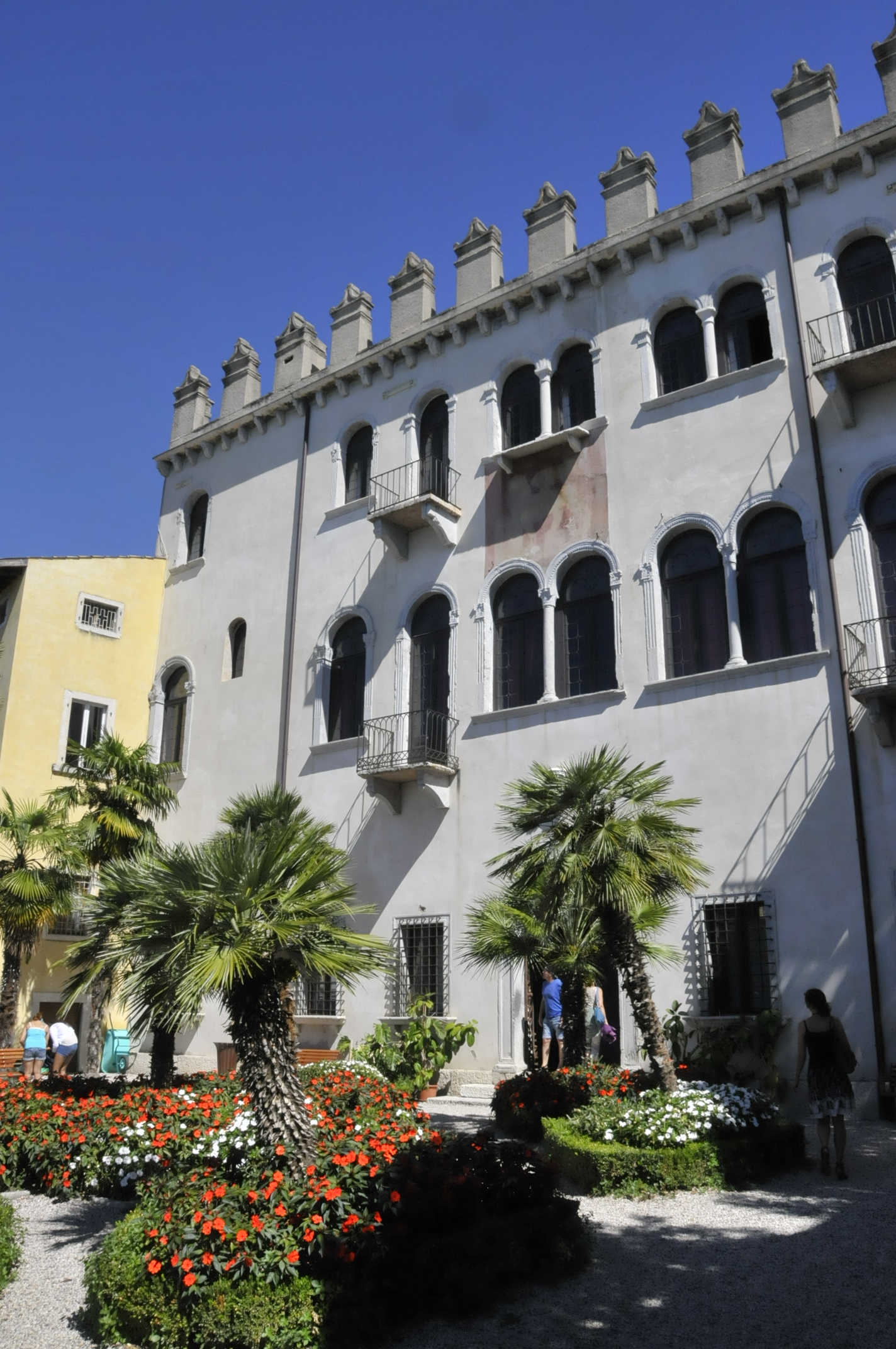
Palazzo dei Capitani

من المعالم السياحية للمدينة قصر „Palazzo dei Capitani“ الذي شيده الاسكاليغر في نهاية القرن 13 لمحافظ المدينة. وتغير النظام المعماري للقصر خلال حكم البندقية في القرن 15 . وكان مقرا للمحافظ الذي كان ينتقل بين غاردا و «توري دل بيناكو» ومالسيسيني.
 بين القصر والشاطيء توجد حديقة مزروعة بالنخيل.

### مصعد مائل
يبدأ من مالسيسيني خط مصعد مائل Funivia يؤدي إلى «مونتي بالدو» المرتفع. كما يوجد طريق للجوالة وراكبي الدراجات بينهما. يقع قمة مونتي بالدو على ارتفاع 1680 متر، ولهذا يستخدم أيضا للإقلاع في رياضة
الانزلاق في الجو.
يمكن من قمة مونتي بالدو رؤية مدينة ليموني سول غاردا على الساحل المقابل من بحيرة غاردا.

## معرض صور

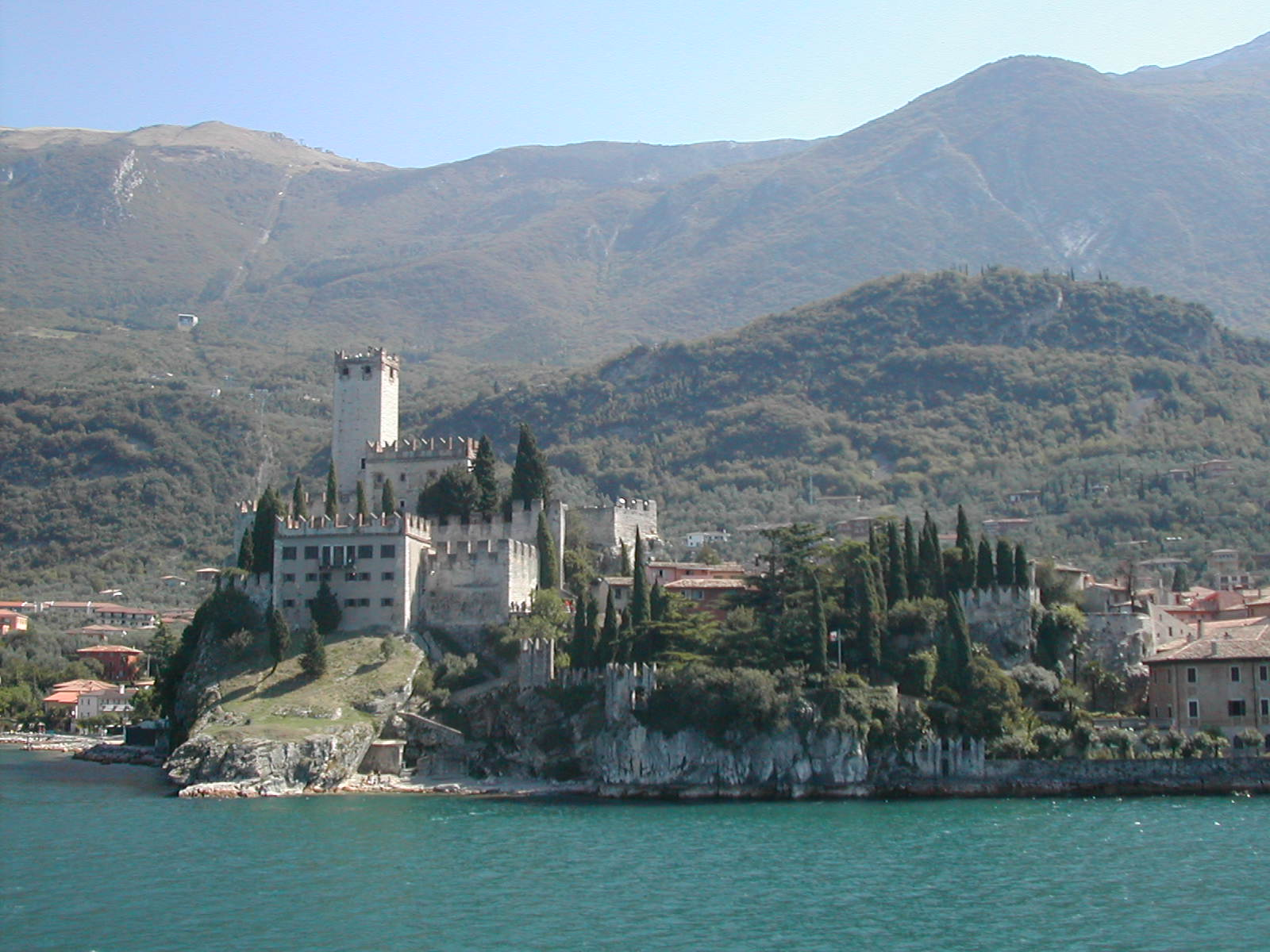
قلعة مالسيسيني
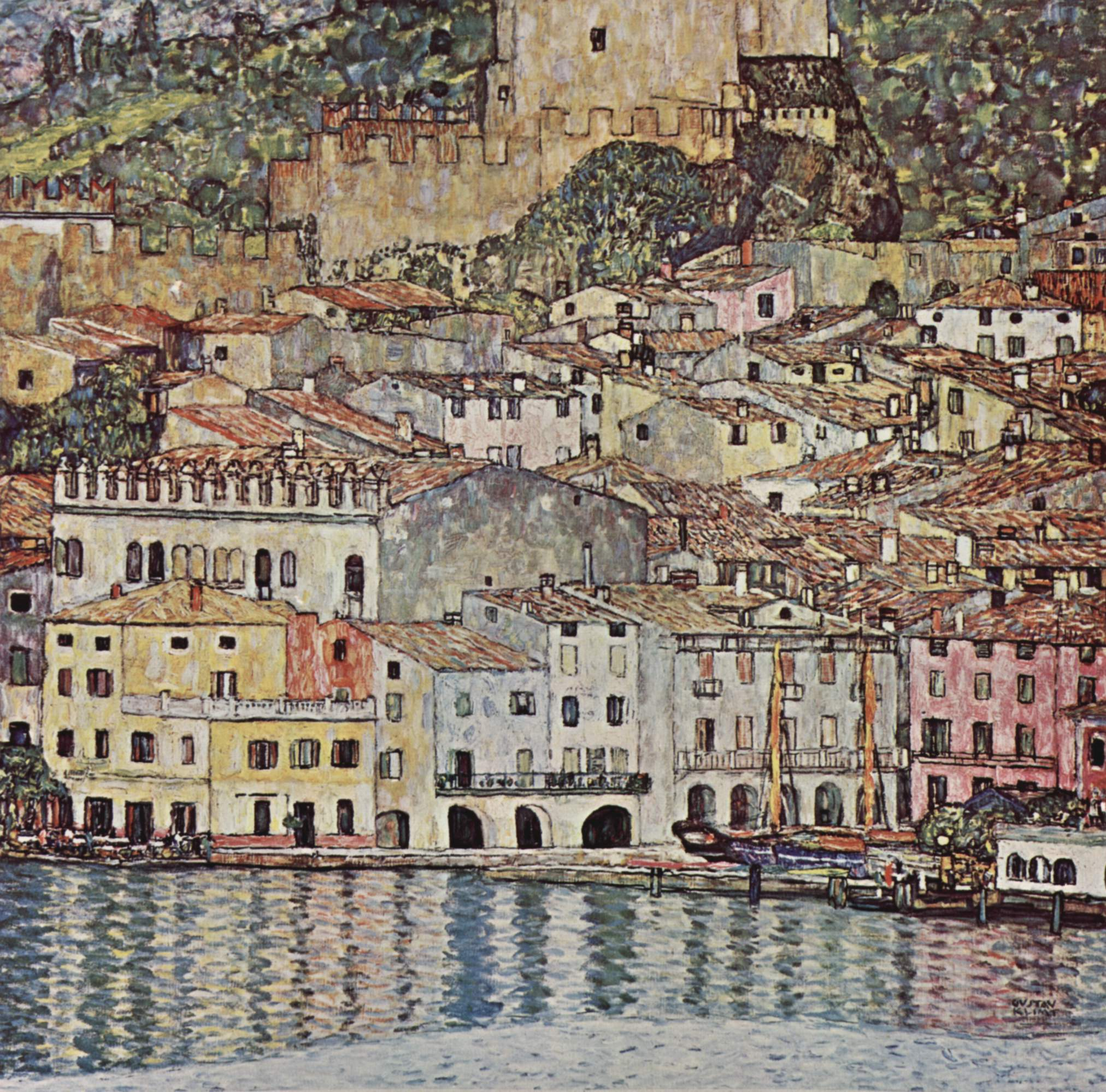
"مالسيسيني" لوحة لجوستاف كليمت .
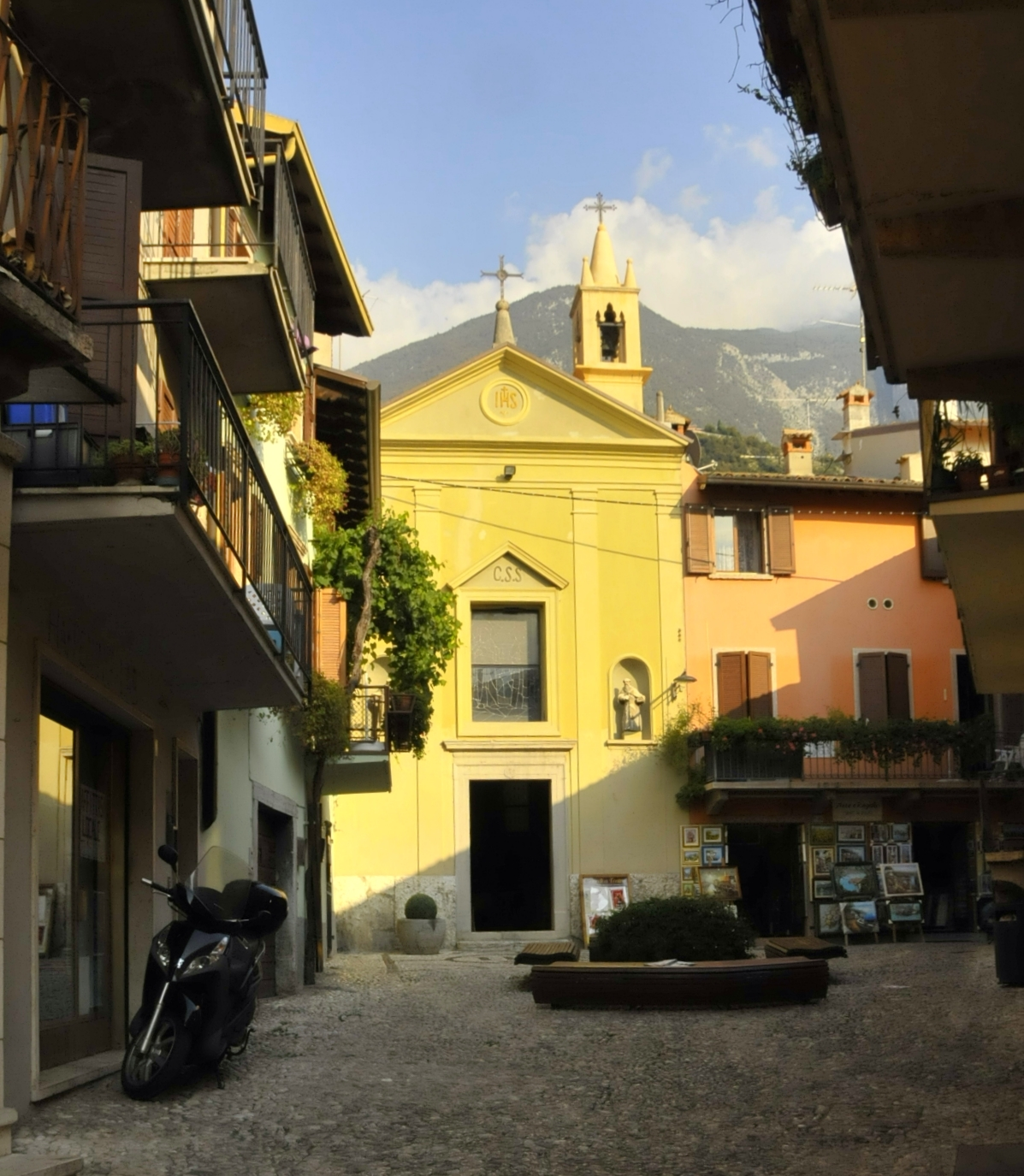
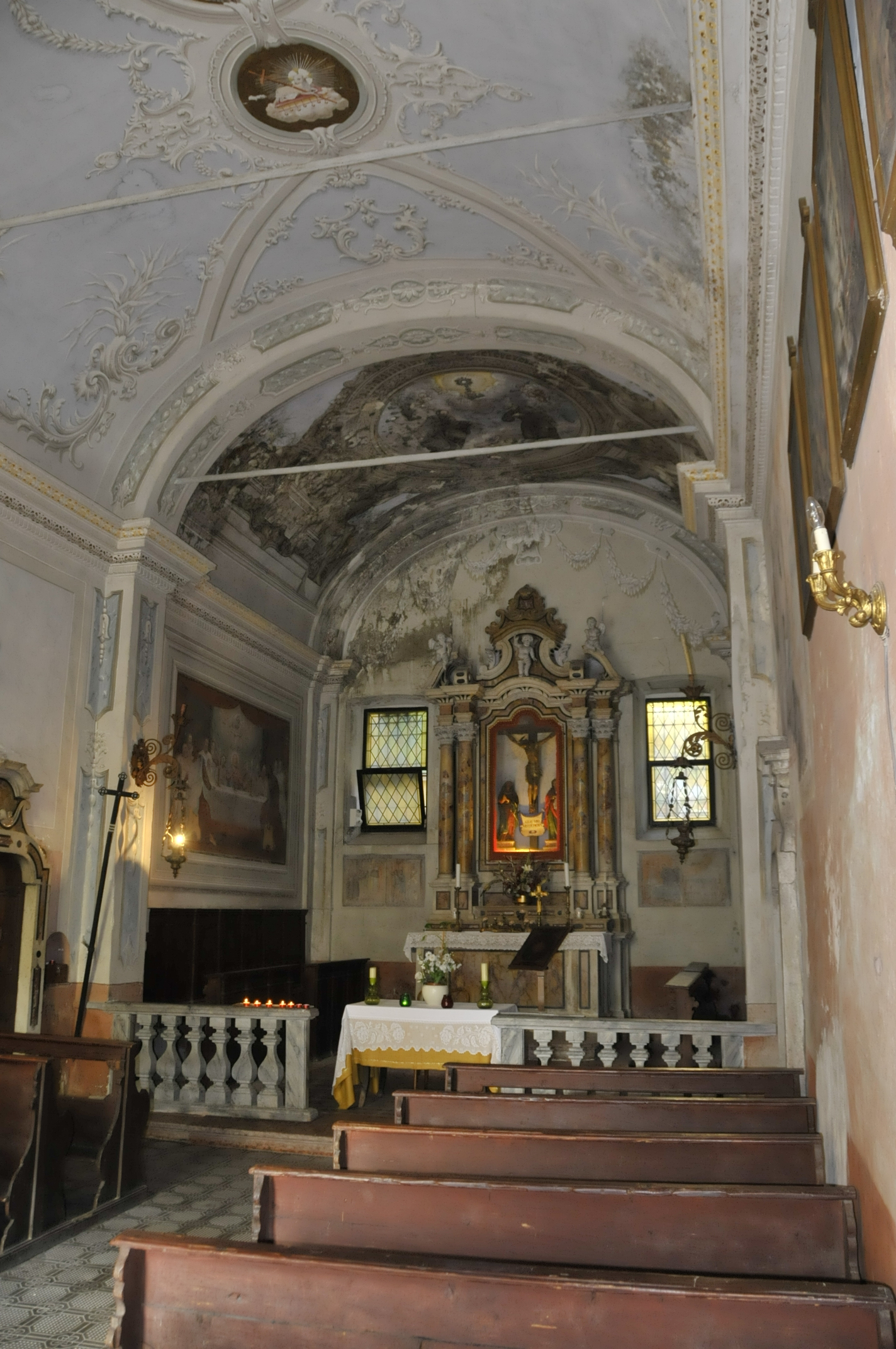
كنيسة بنيغنو كارو
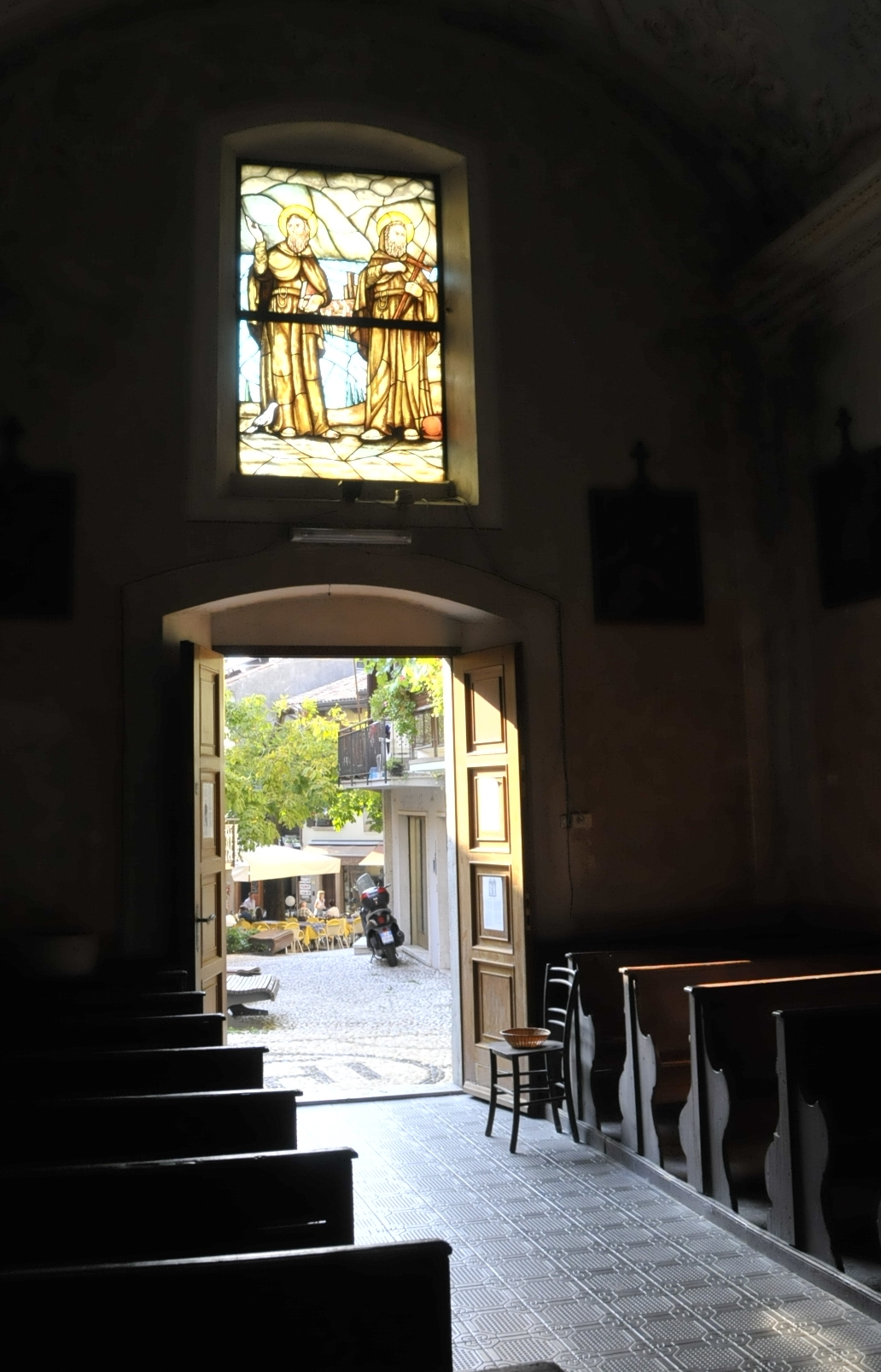

## وصلات خارجية
- Town website
- Tourism website نسخة محفوظة 1 أبريل 2003 at Archive.is
- From Italienische Reise by J.W.Goethe, 13 September 1786 in Malcesine (German)

## اقرأ أيضا
- بحيرة غاردا
- سيرميوني
- بيسكيرا دل غاردا
- غاردوني ريفييرا
- ليموني سول غاردا
- ريفا دل غاردا
- لازيسي
- ديسينزانو دل غاردا
- سالو (إيطاليا)